# PGC 6785
LEDA/PGC 6785 ist eine Spiralgalaxie vom Hubble-Typ Sbc im Sternbild Fornax am Südsternhimmel. Sie ist schätzungsweise 380 Millionen Lichtjahre von der Milchstraße entfernt. Gemeinsam mit IC 1739 bildet sie ein gravitativ gebundenes Galaxienpaar.
Im selben Himmelsareal befinden sich u. a. die Galaxien NGC 696, NGC 698, IC 1728.